# Referendo sobre a independência da Catalunha em 2014

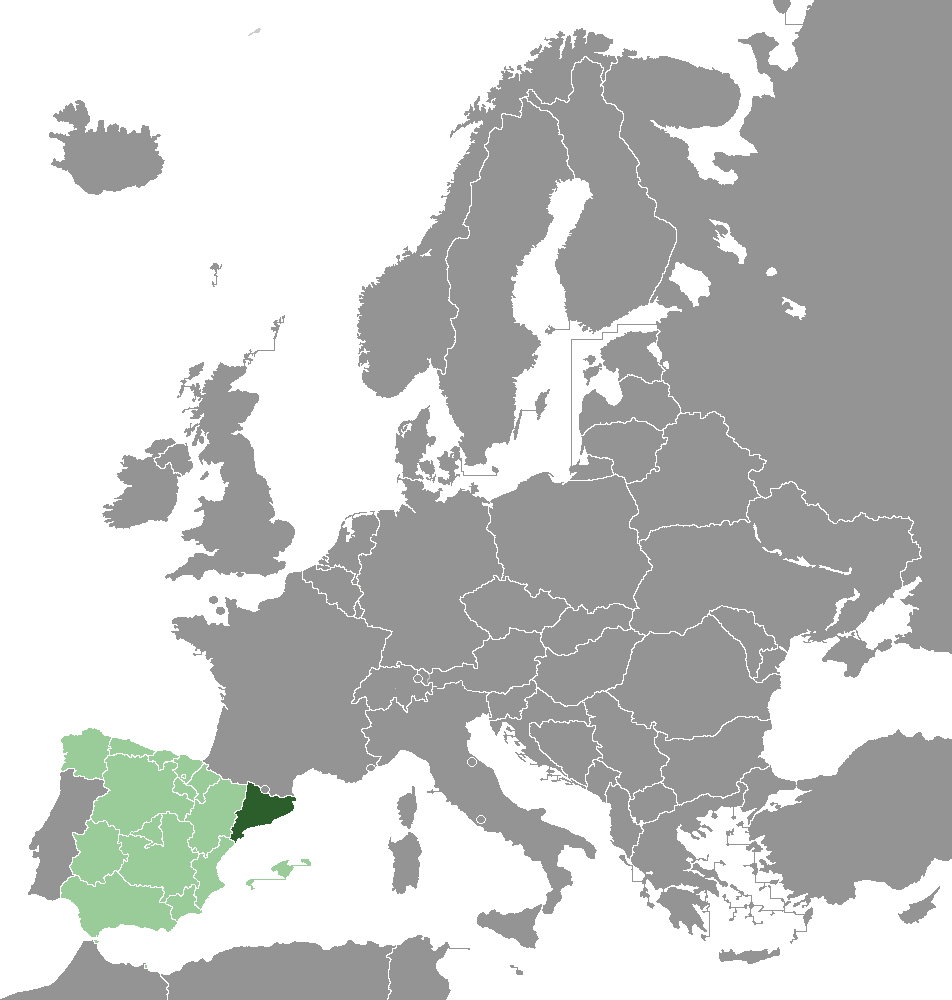
Localização da Catalunha (verde escuro) na Espanha (verde claro) e Europa.

Entre os votos expressos (47,63% do eleitorado): Verde escuro: mais de 75%: Sim - "A Catalunha deve tornar-se um Estado e independente" e 70-72,5%: Sim - "A Catalunha deve tornar-se um estado e independente"

O referendo sobre a independência da Catalunha era um projeto de referendo sobre o futuro político da Catalunha, que estava incluído no acordo de governação ratificado por Artur Mas, da Convergência e União (CiU), e Oriol Junqueras, da Esquerda Republicana da Catalunha (ERC), em 18 de dezembro de 2012, chamado pelos seus signatários de Pacto pela Liberdade. O texto indicava que a data do referendo seria acordada entre os dois partidos, os quais se comprometeriam a tentar levar a cabo em 2014 "exceto se o contexto socioeconómico e político requerer uma prorrogação". Como parte do acordo, Artur Mas tomou posse do cargo de presidente da Generalitat da Catalunha para um segundo mandato.
No dia 12 de dezembro de 2013, o Governo da Catalunha anunciou que a data para o referendo sobre a independência estava definida para 9 de novembro de 2014 e iria conter uma pergunta com duas partes: "Quer que a Catalunha seja um Estado?" e "Se sim, quer que este Estado seja independente?". O Governo espanhol declarou pouco depois a sua intenção de bloquear o referendo, afirmando que este "não seria realizado".

## Reações
O ministro da Justiça espanhol, Alberto Ruiz-Gallardón, afirmou que o referendo não seria realizado porque "a Constituição não autoriza qualquer comunidade autónoma a submeter a votação ou a um referendo as questões relacionadas com a soberania nacional". Por sua vez, o presidente espanhol, Mariano Rajoy, reafirmou esta tese, argumentando que "a consulta […] contraria de forma clara a Constituição", embora não tenha especificado como pretenderia impedi-la. Contudo, Rajoy ofereceu-se para conversar com o governo da Catalunha em setembro de 2013, baseando-se na "relevância excecional da Catalunha para a Espanha" e na "riqueza, pluralidade e singularidade da sociedade catalã".

## Consulta popular
O Tribunal Constitucional de Espanha impediu a realização do referendo sobre a independência da Catalunha previsto para o dia 9 de novembro de 2014, bem como a alternativa encontrada pelas autoridades catalãs da realização de uma consulta popular. No entanto, o próprio ministro da Justiça, Rafael Catalá, admitiu que nada faria para impedir a consulta popular na Catalunha caso esta fosse promovida e observada por organizações independentes de cidadãos e desde que o governo da Catalunha não interviesse na organização do processo.
Assim, no dia 9 de novembro de 2014, foi realizada uma consulta popular sobre a independência da Catalunha, sem caráter vinculativo. Os resultados desta consulta, onde participaram 2,3 milhões dos 6,3 milhões de catalães com direito a voto, deram vitória de 80,72% ao "sim" em ambas as perguntas — "Quer que a Catalunha seja um Estado?" e "Se sim, quer que este Estado seja independente?".

### Resultados
Os resultados oficiais do processo participativo foram os seguintes:
| Participação | Sim       | Sim     | Sim       | Não     | Em branco | Outros |
| Participação | Sim       | Não     | Em branco | Não     | Em branco | Outros |
| 2 305 290    | 1 861 753 | 232 182 | 22 466    | 104 772 | 12 986    | 71 131 |